# Петропавловка-2
Петропавловка-2 — упразднённая деревня в Ирбейском районе Красноярского края в составе Усть-Каначульского сельсовета. Упразднена в 2021 г.

## География
Находится в примерно в 26 километрах по прямой на север-северо-запад от районного центра села Ирбейское.

## Климат
Климат резко континентальный, с продолжительной морозной зимой и коротким тёплым летом. Средняя температура воздуха самого тёплого месяца (июля) составляет 18,3 °C (абсолютный максимум — 38 °C); самого холодного (января) — −21,1 °C (абсолютный минимум — −60 °C). Продолжительность безморозного периода составляет в среднем 90 дней. Среднегодовое количество атмосферных осадков составляет 484 мм, из которых 367 мм выпадает в период с апреля по октябрь. Снежный покров держится в течение 170 дней.

## История
Основано в 1901 году. В 1926 году учтено 628 жителей, преимущественно украинцев

## Население
| 2010 |
| ---- |
| 0    |

Постоянное население не было учтено как в 2002 году, так и в 2010.